# 刎橋
刎橋（はねばし）とは、江戸時代の日本に存在した架橋形式である。

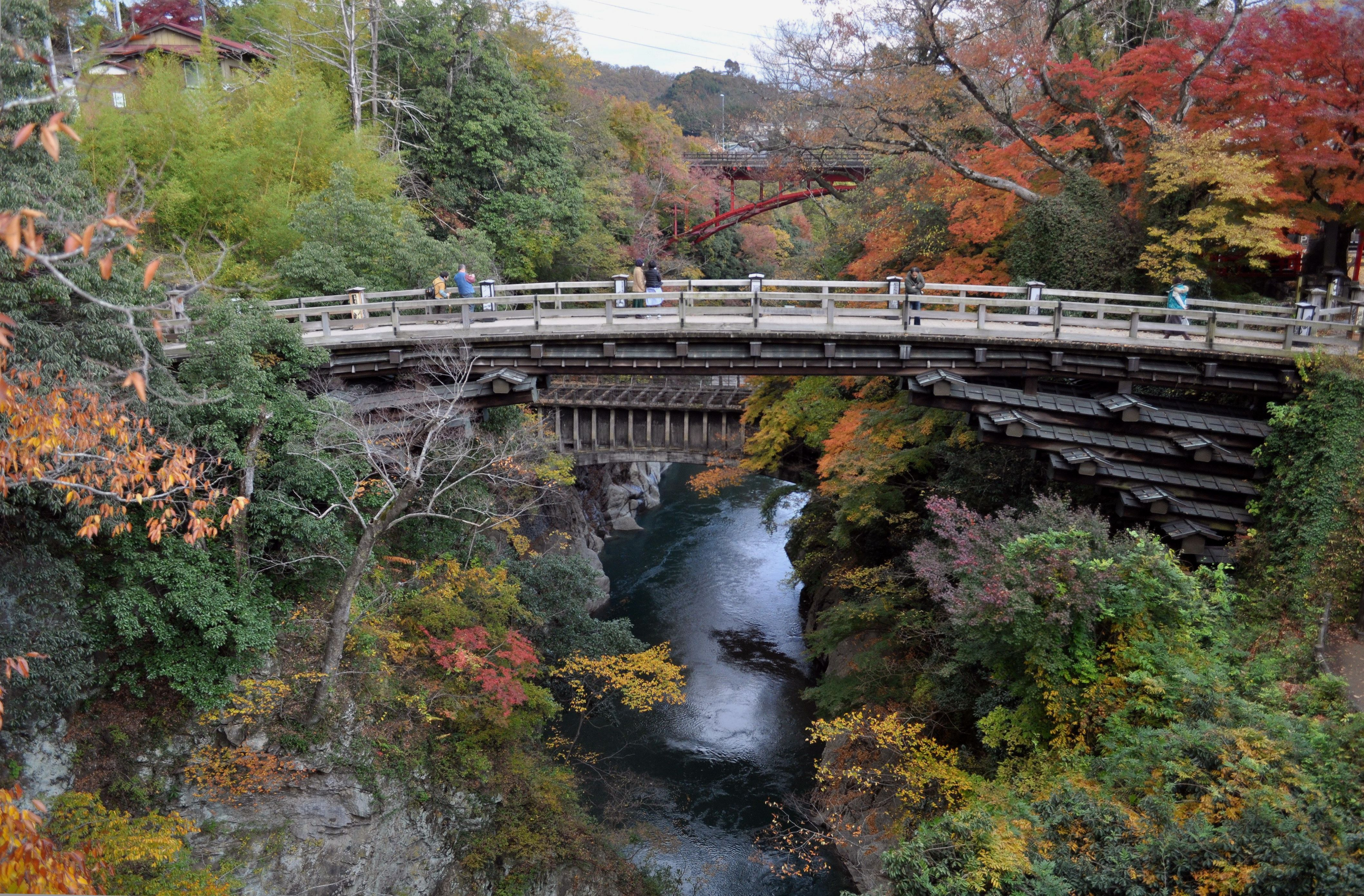
名勝猿橋の全景（2017年11月16日撮影）

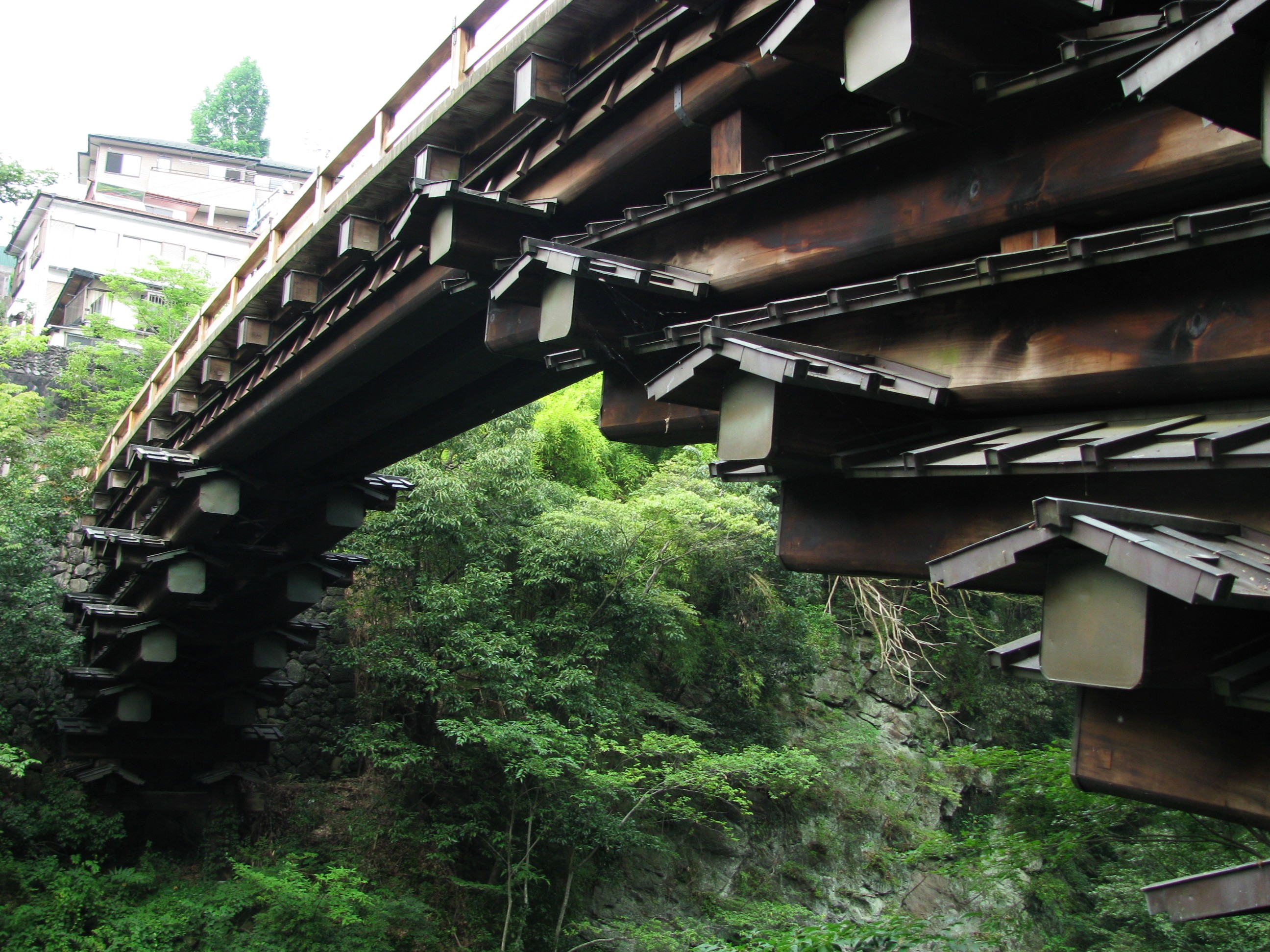
橋の構造（猿橋）
屋根付き刎ね木を重ねた上に橋桁が載せられている。

## 概要
刎橋では、岸の岩盤に穴を開けて刎ね木を斜めに差込み、中空に突き出させる。その上に同様の刎ね木を突き出し、下の刎ね木に支えさせる。支えを受けた分、上の刎ね木は下のものより少しだけ長く出す。これを何本も重ねて、中空に向けて遠く刎ねだしていく。これを足場に上部構造を組み上げ、板を敷いて橋にする。この手法により、橋脚を立てずに架橋することが可能となる。
木造で現存する刎橋はない。山梨県大月市の猿橋は、鋼製の橋桁に木材を貼り付けて江戸時代の構造を復元している。猿橋では、斜めに出た刎ね木や横の柱の上に屋根を付けて雨による腐食から保護している。かつては富山県黒部市の愛本橋や長野県の雑炊橋も刎橋であった。
石造の刎橋は九州と中国地方など西日本に多数残っている。
そのほか、日光の神橋では、刎橋と桁橋を組み合わせた構造を取っている。

## 愛本橋復元模型
富山県黒部市のうなづき友学館内にある黒部市歴史民俗資料館には、刎橋時代の愛本橋の一部を1/2縮尺で復元した模型が展示されており、構造などを知ることができる。